# Jenny, Surinam
Jenny este un oraș din Surinam.